# 나시 고렝
나시 고렝(말레이어·인도네시아어: nasi goreng)은 인도네시아, 말레이시아, 브루나이, 싱가포르 등 말레이어 사용 동남아시아 지역의 볶음밥이다. 인도네시아의 국민 음식 가운데 하나로 여겨지며, CNN에서 진행한 인기 투표에서 세계에서 가장 맛있는 음식 2위로 선정된 바 있다. 덥고 습한 기후 특성상 밥이 일찍 쉬는 것을 막기 위한 보존식으로 등장하였으며, 미리 음식을 한 상 차려놓는 식문화를 반영하여 만들어졌다.

## 이름
말레이어 "나시(nasi)"는 "밥"을, "고렝(goreng)"은 "기름에 볶다, 튀기다"를 뜻한다.

## 만들기
인디카쌀로 지은 쌀밥을 다른 재료와 기름에 볶아 만든다. 양념으로는 흔히 고추, 파, 강황, 야자당, 붐부, 케찹 마니스, 새우장, 후추, 어장 등이 쓰이며, 조리된 나시 고렝에는 오이, 토마토, 달걀 프라이, 삼발, 바왕 고렝, 크루푹, 아차르 등을 곁들인다.

## 종류
- 나시 고렝 캄풍

## 같이 보기
- 나시 참푸르
- 미 고렝
- 볶음밥
- 차오판
- 카오 팟